# Wielka Śnieżna Turnia
Wielka Śnieżna Turnia (słow. Veľká Snehová veža, niem. Großer Schwarzseeturm, węg. Nagy Feketetavi torony) – turnia o wysokości 2335 lub 2337 m n.p.m. znajdująca się w Śnieżnej Grani w słowackiej części Tatr Wysokich. Jest najwyższą z trzech Śnieżnych Turni. Od Śnieżnego Zwornika w masywie Śnieżnego Szczytu oddziela ją Siwa Przełęcz, a od Pośredniej Śnieżnej Turni oddzielona jest głęboko wciętą Śtyrbną Przełęczą. Na wierzchołek Wielkiej Śnieżnej Turni nie prowadzą żadne znakowane szlaki turystyczne, jest ona dostępna jedynie dla taterników.
Wielka Śnieżna Turnia jest najwyższą turnią w Śnieżnej Grani. Jej niemieckie i węgierskie nazewnictwo, podobnie jak w przypadku sąsiadujących z nią przełęczy, pochodzi od Czarnego Stawu Jaworowego znajdującego się w Dolinie Czarnej Jaworowej.
Pierwsze wejścia turystyczne:
- Kazimierz Piotrowski i Mieczysław Świerz, 9 czerwca 1910 r. – letnie,
- Jaroslav Mlezák i Ladislav Vodháněl, 24 marca 1953 r. – zimowe,
- Július Andráši junior, Jozef Brandobur, Arno Puškáš i Karel Skřipský, 24 marca 1953 r. – zimowe (tego samego dnia, inną drogą)[2].